# Fritz Baumgarten (Kunsthistoriker)
Fritz Baumgarten (* 14. Juli 1856 in München; † 26. Februar 1913 in Stuttgart) war ein deutscher Gymnasiallehrer, Kunsthistoriker und Klassischer Archäologe.

## Leben
Fritz Baumgarten, der Sohn des Historikers Hermann Baumgarten (1825–1893) und der Ida geb. Fallenstein (1837–1899), wuchs in Karlsruhe und Straßburg auf. Er war ein Vetter von Max Weber und August Hausrath. Von 1875 bis 1881 studierte er Klassische Philologie und Archäologie an den Universitäten zu Berlin, Straßburg und Bonn. Schon während seines Studiums beschäftigte er sich intensiv mit neuerer Geschichte und Kunstgeschichte, der er seine spätere Laufbahn widmete. 1881 wurde er in Bonn bei Franz Bücheler mit einer Dissertation über den byzantinischen Epiker Christodoros promoviert.
Im Herbst 1881 wurde Baumgarten beim deutschen Konsul Karl Wilberg Hauslehrer und begleitete ihn nach Athen, wo er eineinhalb Jahre verbrachte. Zu dieser Zeit machte er sich mit den antiken Baudenkmälern Griechenlands vertraut. Das Deutsche Archäologische Institut wählte ihn am 21. April 1883 zum korrespondierenden Mitglied.
1883 kehrte Baumgarten nach Baden zurück und arbeitete als Gymnasiallehrer in Freiburg und Mannheim. 1885 wechselte er nach Wertheim, wo er Else Georgii, die Tochter eines Rechtsanwaltes, heiratete. Einer ihrer Söhne war der Philosoph und Soziologe Eduard Baumgarten (1898–1982). 1889 wurde Baumgarten nach Offenburg versetzt, 1893 an das Berthold-Gymnasium zu Freiburg im Breisgau.
In Freiburg hatte Baumgarten die Voraussetzungen, seine schulische Laufbahn durch eine wissenschaftliche zu ergänzen. Er forschte viel über die Bau- und Kunstdenkmäler der Stadt, habilitierte sich 1903 für Kunstgeschichte und wurde 1911 zum Honorarprofessor für Kunstgeschichte und Archäologie ernannt.
1912 wechselte Baumgarten als Direktor an das Gymnasium in Donaueschingen, blieb aber weiterhin als Honorarprofessor in Freiburg tätig. Er starb am 26. Februar 1913 an den Folgen einer Operation in Stuttgart.
Baumgartens Forschungstätigkeit schlug sich in zahlreichen wissenschaftlichen Studien zur Kunstgeschichte von Freiburg und Baden und zur Archäologie nieder. Zu seinen Forschungsschwerpunkten zählten das Freiburger Münster, die Maler Hans Baldung und Matthias Grünewald. Seine Kenntnisse der antiken Kunstgeschichte vertiefte er auf zwei längeren Forschungsreisen (1891 und 1906–1907, mit einem halben Reisestipendium des Deutschen Archäologischen Instituts für Gymnasiallehrer), über die er ausführliche Berichte schrieb. Größere Bekanntheit erlangte er mit seinen Beiträgen in den Werken Die hellenische Kultur und Die hellenistisch-römische Kultur, die er gemeinsam mit Franz Poland und Richard Wagner herausgab.